# طبل دونغ سون

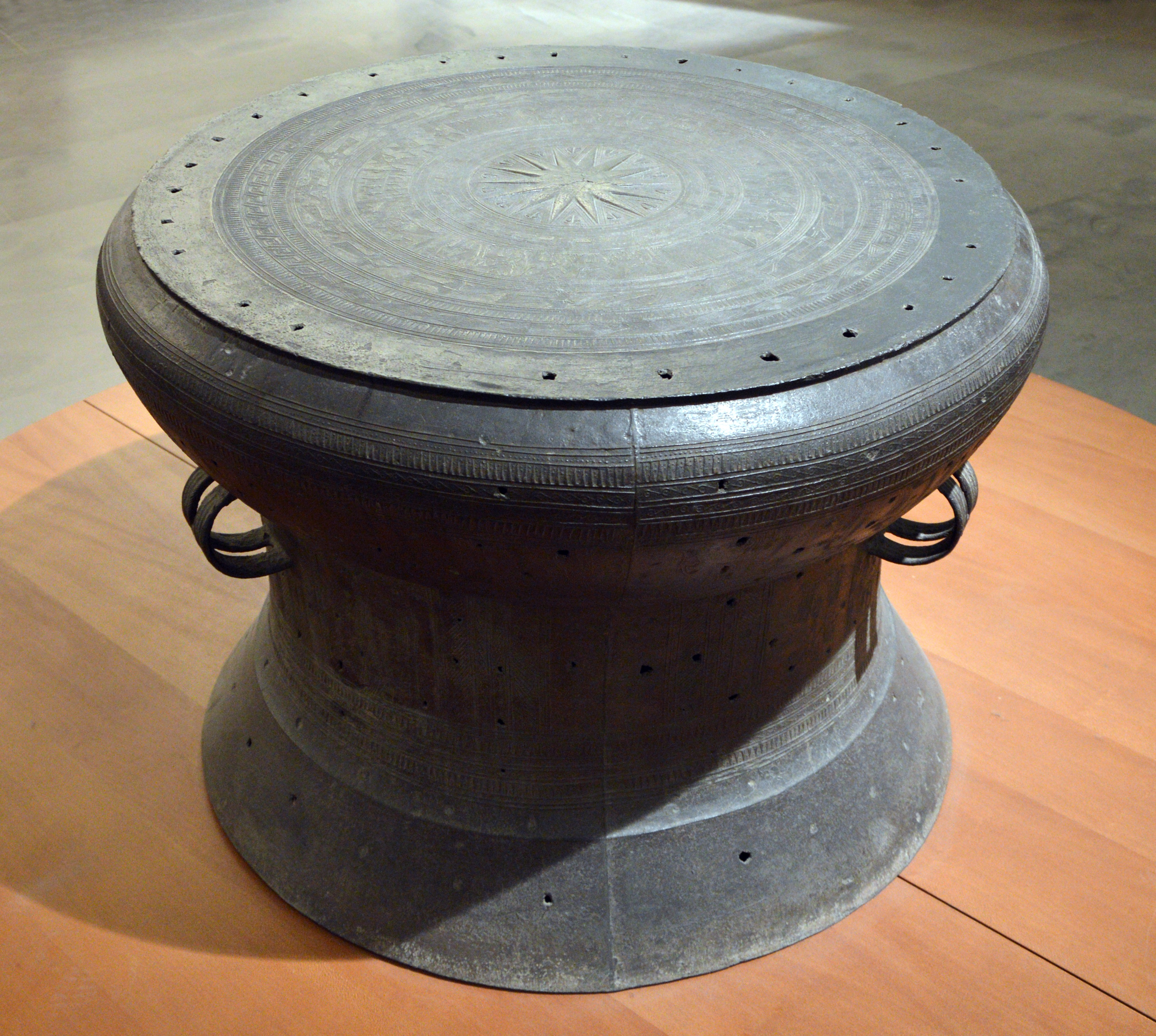
طبل من سونغ دا، فيتنام. حضارة دونغ سون الثاني. منتصف الألفية الأولى قبل الميلاد. برونزية.

طبل دونغ سون ((بالفيتنامية: Trống đồng Đông Sơn) حرفيًا "طبل دونغ سون البرونزي"، يُطلق عليه أيضًا طبل هيجر من النوع الأول) هو نوع من الطبول البرونزية ‏ القديمة التي أنشأتها حضارة أونغ سون التي كانت موجودة في دلتا النهر الأحمر. أُنتجت الطبول منذ حوالي 600 قبل الميلاد أو قبل ذلك حتى القرن الثالث الميلادي. إنها واحدة من أكثر الأمثلة المذهلة للحضارة في مجال صناعة الأدوات المعدنية القديمة. ويصل ارتفاع الطبول المصبوبة من البرونز باستخدام طريقة السبك بالشمع المفقود إلى متر ويصل وزنها إلى 100 كيلوغرام (220 رطل). يبدو أن طبول دونغ سون كانت عبارة عن آلات موسيقية وأدوات للعبادة.
وهي مزينة بأنماط هندسية ومشاهد من الحياة اليومية والزراعة والحرب والحيوانات والطيور والقوارب. تُشير الأخيرة إلى أهمية التجارة للحضارة التي صنعت فيها، وأصبحت الطبول نفسها سلعًا للتجارة والإرث. وقد عُثر على أكثر من مائتين منها في منطقة تمتد من شرق إندونيسيا إلى فيتنام وأجزاء من جنوب الصين.
غالبًا ما يُصور المشهد الموجود على سطح طبول دونغ سون عبر العديد من المعاهد الحضارية في فيتنام، وتُعرض إحداها في المكتب البرلماني الفيتنامي خلال بعض قمم رابطة دول جنوب شرق آسيا في فيتنام.

## التاريخ

مواقع موجودات الطبول من نوع دونغ سون

وفقًا للتاريخ القديم، ذُكرت الطبول البرونزية لأول مرة في شي بن وكتاب هان اللاحق الذي قال إن ما يوان ‏ قام بإذابة الطبول البرونزية التي استولى عليها من لاك فيت ‏ في جياوزي لصنع خيول برونزية.
بُجلت الطبول البرونزية ككائنات معبودة في فيتنام القديمة. عُبدت الطبول البرونزية المستخرجة باسم إله الطبل البرونزي (بالفيتنامية: Thần Đồng Cổ) في العديد من المعابد مثل معبد دون كو (بالفيتنامية: Đông Cổ) ومعبد كاو سون (بالفيتنامية: Cao Sơn). تم العثور على طبل نغوك لو ‏ في عام 1893 في مقاطعة ها نام. تم التنقيب عن براميل دونغ سون مع الأواني البرونزية في عام 1924 في قرية دونغ سون، مقاطعة تانه هوا الفيتنامية.
في عام 1902، نشر ف. هيجر مجموعة مكونة من 165 طبولًا برونزية كبيرة، وقام بتقسيمها إلى تصنيف من أربعة أنواع. صنف عالم الآثار الصيني طبول هيغر الأول إلى طبول يو أكبر وأثقل بما في ذلك طبول أونغ سون، وطبول ديان، إلى ثمانية أنواع فرعية.
يُنظر إلى اكتشاف طبول دونغ سون في غينيا الجديدة على أنه دليل على الروابط التجارية - التي تمتد على الأقل لآلاف السنين الماضية - بين هذه المنطقة ومجتمعات جاوة والصين.

## الظهور

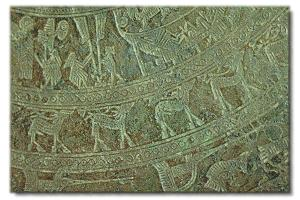
صورة على سطح البرونزية، فيتنام

تتميز الطبول بمظهر متماثل وتتكون من ثلاثة أجزاء:
- البرميل (الجزء العلوي من الجسم)
- الرأس (الجزء العلوي)
- الساق (الجزء السفلي)

تجسّد الطبول أسلوبًا واقعيًا من خلال تمثيل الأنماط المختلفة المنقوشة على سطحها، حيث تبدو منازل مبنية على أساسات واضحة، وتصوّر أشخاصًا يؤدون رقصاتهم، وآخرين يقومون بعملية تكسير الأرز، ويضربون الطبول بإيقاع متناغم، ويغوصون في مغامرات بحرية، جنبًا إلى جنب مع تواجد الحيوانات والطيور. تعكس هذه المشاهد اليومية للحياة في فيتنام القديمة وتبرز المهارة الفنية والفكرية للمجتمع. تُصور المشاهد الحياة اليومية لفيتنام القديمة وتعكس الموهبة الفنية والعقل. استُخدمت الطبول كآلات موسيقية خلال المناسبات الخاصة والأحداث الهامة، مثل صلوات الاستسقاء ومهرجانات الحصاد. كانت تُستخدم أيضًا في الشعائر والطقوس، كالأعراس والجنازات، وكانت جزءًا من الأوقات التي تُقاد فيها الجيش. ولم تقتصر دور الطبول على الموسيقى فحسب، بل استُخدمت أيضًا لأغراض جنائزية. كما استخدمت كأغراض جنائزية ورمزًا للقوة والسلطة لزعماء القبائل.

## التصنيف
صُنفت طبول Heger 1 الخاصة بحضارة دونغ سون وقُسمت إلى خمس مجموعات بواسطة الباحث الفيتنامي فام هوي ثونغ في عام 1990، وهو تقسيم يتضمن تتابعًا زمنيًا. تتكون المجموعة الأولى، وهي المجموعة أ، من مجموعة من الطبول الكبيرة والمعقدة المزخرفة. تتكون المجموعة ب من براميل أصغر حجمًا تحتوي في جميع أنحاء العالم تقريبًا على مجموعة من الطيور المائية أثناء الطيران عنصرًا رئيسًا لها على الطبلة وتصميمات الوشاح. تحتوي المجموعة ج على لوحة مركزية على الطبلة مكونة من صف من المحاربين ذوي الريش الموضوعة داخل لوحة أخرى من الطيور المائية أثناء الطيران. تصطف الضفادع على حافة الطبلة بينما يُزين الوشاح إما بأنماط تتضمن قوارب أو أنماطًا هندسية.

## طبول بارزة

### نغوك لو

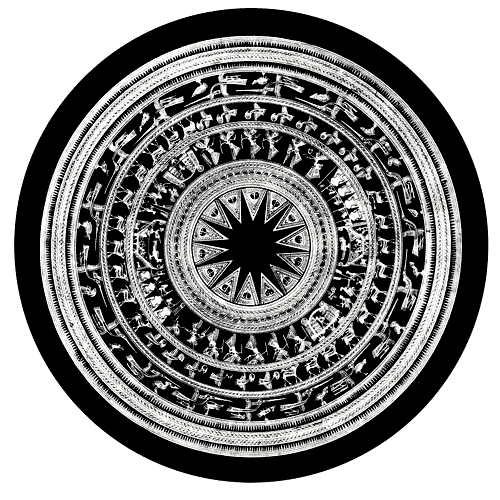
سطح الطبلة البرونزية نغوك لو، فيتنام

تعتبر طبلة نغوك لو من أهم طبول دونغ سون. اكتشف الطبل بالصدفة في عام 1893 في محافظة ها نام، جنوب شرق هانوي، وليس خلال رحلة استكشافية مخطط لها. على عكس معظم طبول دونغ سون الأخرى، يحمل رأس الطبل ‏ ثلاث لوحات متحدة المركز تصور حيوانات أو بشرًا متداخلة مع أشرطة من الأنماط الهندسية أو الدائرية. يبدو أن اللوحة الأعمق تجسد فعلاً تصويرًا مرجعيًا ذاتيًا، حيث تظهر على سطحها صورًا لشخصيات بشرية يبدو أنهم مشغولون بأداء طقوس خاصة تتضمن استخدام الطبول بأنفسهم. كما تُعرض الآلات الموسيقية الأخرى وأنشطة زراعة وحصاد الأرز. تُزين اللوحتين الخارجيتين بمناظر الغزلان وطيور أبو قرن وطائر البلشون الكركي.

### هوانغ ها

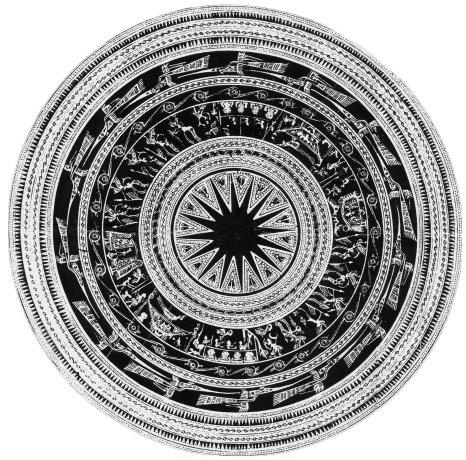
سطح طبلة هوانغ ها البرونزية، فيتنام

تعتبر طبلة هوانغ ها طبلة بارزة من نوع دونغ سون. اكتشفت في محافظة هوا بنه في عام 1937 بالقرب من قرية هوانغ ها، مع لوحة خارجية من طائر البلشون الأبيض ولوحة داخلية تظهر موكبًا مشابهًا لذلك الموصوف في طبلة نغوك لو، أشهر طبول دونغ سون. وهي تصور أربعة رجال ذوي ريش وهم يسيرون في صف واحد، ويلوحون بالرماح، ويرافقهم موسيقيان. يُصوَّر شخص يقف تحت إفريز أحد المنازل، ويقرع الطبل بينما تكون حقول الأرز غير مراقبة، مما يسمح للطائر بأكل الأرز المخصص للدرس. القوارب الموضحة على عباءة الطبلة متشابهة جدًا، مع مقدمة مشقوقة مماثلة، ورامي السهام يقف على منصة مرتفعة وطبل. ومع ذلك، فإن الطبلة تختلف عن طبلة نغوك لو في أن الحيوان غائب.

### Cổ لوا

سطح طبلة كو لوا، فيتنام

يُعد طبل كو لوا ‏ نموذجًا بارزًا  يُظهر موكبًا مشابهًا لذلك الموصوف في طبلة نغوك لو. يحتوي الطبل على محاربين فقط يحملان الرماح، على عكس طبل نغوك لو. الاختلاف الآخر هو أن مجموعة عازفي الإيقاع تتكون من ثلاثة عازفي طبول، مع طبلة واحدة تقع تحت إفريز المنزل. وفي الوقت نفسه، يُصور شخص إضافي أثناء عملية درس الأرز. لدى الشخص شعر طويل ويقوم بتذرية الحبوب في وعاء. صُور أيضًا مجموعة الإيقاع بشكل مختلف حيث أن قارعي الطبول لا يقرعون جميعًا بشكل متزامن. صُور اثنين من قارعي الطبول وهم يتلامسون مع الطبلة، بينما يحمل قارعي الطبول الآخران هراواتهما في الوضع المرتفع.

### سونغ دا
يُعد طبل كو لوا من العينات البارزة التي اكتشفت في ها سون بينه في القرن التاسع عشر. يُظهر الطبل موكبًا مشابهًا لذلك الموصوف في طبل نغوك لو. تختلف هذه الطبلة من حيث أنها تصور أربع مجموعات من الرجال في موكب يرتدون أغطية رأس من الريش، بدلاً من مجموعتين. كما أن كل مجموعة تتألف من ثلاثة أو أربعة أشخاص لا يبدو أن أياً منهم مسلح. فُسرت وضعية الرجال على أنهم يشاركون في رقصة بدلًا من حفل عسكري. في هذا الطبل، صُور زوج واحد فقط من الأشخاص على أنهم يدرسون الأرز، ولا يوجد عازف صنج. ومع ذلك، فإن الزخارف العامة، مثل القوارب الموجودة على الوشاح، تظل في مكانها.

### أخرى
تعتبر طبلة كوانغ شوونغ من محافظة تان هوا عينة أخرى، والتي يُعتقد أنها ربما تكون في الأصل لاحقًا. ومع ذلك، فإن الأسطوانة أصغر حجمًا ويصعب تفسير الصور.
كانت الطبول الكبيرة الموجودة في شمال فيتنام قليلة بشكل عام، حيث أن معظم الطبول لها زخارف بسيطة مع تمثيلات أقل للأشخاص. تحتوي طبلة بان توم فقط على لوحة داخلية بها أربعة منازل وأشخاص ذوو ريش يقفون بمفردهم أو في أزواج.

## روابط خارجية
- الأصداء الحالية للطبل البرونزي القديم بقلم هان شياورونغ (جامعة هاواي)
- معنى سطح الطبلة البرونزية Ngoc Lu[وصلة مكسورة]
- حضارة دونغ سون (مجموعة صور)
- طبلة مصغرة بها أربعة ضفادع – صورة جانبية للقطعة من متحف متروبوليتان للفنون
- الطبول البرونزية لجاك دي غيرني
- رقصة مياو في قويتشو والتي تتضمن استخدام طبلة دونغ سون